# Semifinal

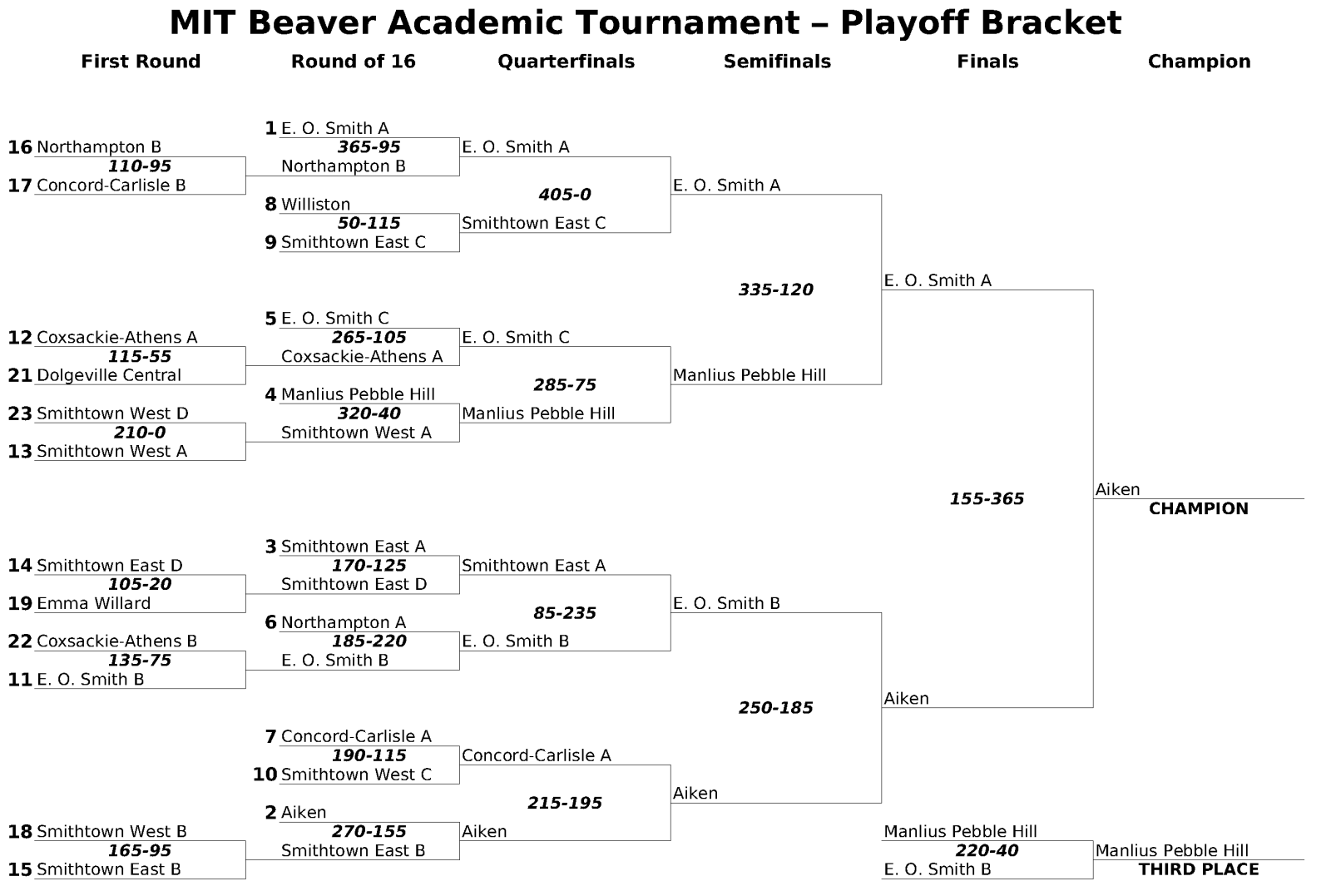
Ett exempel på spelschema i en utslagsturnering med de olika omgångarna fram till det mästarna (Champion) koras

Semifinal (från latin semi, "halv" - det finns alltså två semifinaler) kallas den näst sista omgången i utslagsturneringar, inom sport ofta kallad cup, där deltagarna kvalificerar sig till final. I finalen koras sedan segraren (individuellt eller lag) av hela turneringen. 
I de flesta utslagsturneringar (med två lag eller spelare som möts i varje match) återstår fyra tävlande parter när semifinalomgången skall spelas och dessa delas upp i två semifinaler. Vinnare av respektive semifinal går vidare till final och de två förlorande parterna i semifinalen möts i en match om tredje pris. De fyra parterna i en semifinal har ofta nått semifinalomgången genom att vinna varsin kvartsfinal (från latin quartus, "fjärde", och quartia pars, "fjärdedel", - det finns alltså fyra kvartsfinaler), åtta parter i en cup, och dessa vann varsin åttondelsfinal, 16 parter. I tävlingar där semifinalen består av fler än fyra deltagande parter kan kvalificeringen ha skett på annat sätt, till exempel genom gruppspel, del-finaler eller heats.
Inom vissa sporter spelas semifinalen i "bäst av"-format, till exempel i Svenska hockeyligan där två lag möts i semifinal i bäst av sju matcher. Det lag som först vunnit fyra av de sju semifinalmatcherna mellan lagen går vidare till final.